# Ha-2
Ha-2 (波号第二潜水艦, Ha-go Dai-ni sensuikan) — підводний човен Імперського флоту Японії. До введення в Японії в 1923 році нової системи найменування підводних човнів мав назву «Підводний човен № 9» (第九潜水艇).
Під час російсько-японської війни Імперський флот придбав кілька підводних човнів розробки американського інженера Голланда, що стали відомі в Японії як «Тип 1», а також розпочав будівництво спроєктованих на основі креслень човна Голланда одиничних екземплярів підводних човнів «Тип 6» та «Тип 7». Подальший розвиток підводних сил вирішили здійснити шляхом закупівлі у Великій Британії двох човнів типу С, який був створений британськими інженерами шляхом розвитку тієї самої конструкції Голланда, яка стала «Типом 1» у Японії (втім, варто відзначити, що вже британський тип A істотно відрізнявся від оригінальної субмарини Голланда, а тип С був ще більшим та довшим). Зазначені два кораблі були споруджені у Британії компанією Vickers та стали відомі в Японії як «Тип С1», а потім на їхній основі японці самостійно спорудили ще два типи — C2 та C3.
«Підводний човен № 9» спорудили на корабельні в Барроу-ін-Фернесс та доставили до Японії на вантажному судні, при цьому 26 лютого 1909-го корабель включили до складу 3-ї дивізії підводних човнів, яка належала до військово-морського округу Йокосука. З 17 квітня 1909-го «Підводний човен № 9» перевели до 2-ї дивізії підводних човнів у військово-морському окрузі Куре, а 1 квітня 1915-го повернули до 3-ї дивізії, яка на той час вже також базувалась на Куре.
4 серпня 1916-го корабель класифікували як підводний човен 2-го класу, а 1 грудня того ж року приписали до 4-ї дивізії підводних човнів. З 2 листопада 1918-го «Підводний човен № 9» продовжив службу у 13-й дивізії підводних човнів.
1 квітня 1919-го корабель класифікували як належний до 3-го класу.
З 15 березня 1921-го «Підводний човен № 9» увійшов до складу 1-ї дивізії підводних човнів і, таким чином, повернувся до округу Йокосука, де його й застало перейменування 1923 року на Ha-2.
1 квітня 1929-го Ha-2 виключили зі списків ВМФ та здали на злам.